# Ôn (nước)
Ôn (giản thể: 温; phồn thể: 溫; bính âm: Wēn) là một tiểu quốc chư hầu trong cương giới của nhà Chu. Thủy tổ của nước Ôn là tư khấu Tô Phẫn Sinh (蘇忿生) thời Chu Vũ vương. Đô ấp của nước Ôn là Ôn ấp, quốc quân nước Ôn xưng là Ôn tử, hoặc lấy họ Tô của quốc quân mà xưng là Tô tử.
Năm 720 TCN, quân đội nước Trịnh thu mạch trên đất Ôn và lúa ở Thành Chu, điều này đã khiến cho triều Chu và nước Trịnh trở thành kẻ thù của nhau. Năm 711 TCN, triều Chu và nước Trịnh hoán điền, điền địa của Ôn vốn thuộc Chu vương nên bị hoán cấp cho nước Trịnh, song quốc đô Ôn ấp vẫn nằm trong tay quân chủ họ Tô.
Quốc quân của nước Ôn là đại phu của triều Chu. Đến năm thứ hai đời Chu Huệ vương (675 TCN), triều Chu bùng phát loạn công tử Đồi, năm vị đại phu là: Vĩ Quốc, Diên Bá, Chiêm Phụ, Tử Cầm và Chúc Quỳ họp binh đánh vào kinh đô với mục đích lập Cơ Đồi lên làm thiên tử theo lời dặn dò của tiên vương, Tô tử ủng hộ cuộc phiến loạn này. Tuy nhiên năm vị đại phu thất bại phải dẫn Cơ Đồi chạy sang nước Ôn lánh nạn, vua nước Ôn là Kỷ Tô phò tá Cơ Đồi đến nước Vệ phối hợp với quân Nam Yên tiến đánh Chu Huệ Vương. Huệ Vương thua to phải chạy trốn sang nước Trịnh. Hai năm sau, tức 673 TCN, Trịnh Lệ công và vua nước Quắc đem quân thảo phạt vương tử Đồi, giết chết năm đại phu, Tô tử chết trong nạn này. Từ đó, quốc quân nước Ôn không còn lại được làm đại phu triều Chu nữa.
Vào năm thứ ba đời Chu Tương vương (650 TCN), người Địch xua quân tấn công nước Ôn, lúc ấy con của Chu Huệ Vương là Chu Tương Vương vừa lên ngôi được 2 năm tuy có nhận được lời cầu cứu của Kỷ Tô nhưng cứ mặc kệ không cho quân cứu viện. Bởi lẽ nhà vua lấy con gái của nước Địch là Quy thị vả lại vẫn hận Kỷ Tô vì trước đây từng vào hùa với 5 vị đại phu cùng Cơ Đồi đánh đuổi cha mình, nước Ôn vì thế mà không cản nổi sức tấn công của người Địch dẫn đến diệt vong. Ôn tử chạy sang nước Vệ, người Địch sau đó triệt thoát, đất Ôn từ đó thuộc quyền sở hữu của vương thất nhà Chu.
Năm thứ 18 đời Chu Tương vương (635 TCN), đất Ôn bị Chu Tương vương ban cho Tấn Văn công để tưởng thưởng cho công lao bình định loạn vương tử Đái của vua Tấn. Sau khi sáp nhập vào nước Tấn, đất Ôn trước sau trở thành phong ấp của đại phu Dương thị và Khích (Khước) thị của Tấn.

## Quân chủ
- Tô Phẫn Sinh (蘇忿生)
- Tô Thành công (蘇成公)
- Ôn tử (溫子)